# Patriotas Africanos de Senegal por el Trabajo, la Ética y la Fraternidad
Patriotas Africanos de Senegal por el Trabajo, la Ética y la Fraternidad (en francés: Patriotes africains du Sénégal pour le travail, l'éthique et la fraternité) conocido por su acrónimo PASTEF o simplemente Patriotas de Senegal, es un partido político senegalés de tendencia izquierdista y africanista que operó en forma legal entre enero de 2014 y julio de 2023, cuando fue disuelto por el Ministerio del Interior.  En la actualidad continúa existiendo como integrante de la coalición Diomaye Presidente, del presidente electo Bassirou Diomaye Faye.
PASTEF fue fundado en enero de 2014 por Ousmane Sonko, junto con varios jóvenes funcionarios de la administración pública senegalesa y de otros orígenes políticos. El partido presentó candidaturas en las elecciones parlamentarias de 2017, en las que Sonko resultó electo diputado por Dakar. El partido rápidamente ganó apoyos, sobre todo entre la juventud en las áreas urbanas. the young age of Ousmane Sonko compared to the other candidates and his virulent declarations resonate among young people. Dos años más tarde, Sonko ubicó en tercer lugar con un 15,67% de los votos en las elecciones presidenciales de 2019 como candidato del partido. Los militantes del partido jugaron un papel durante las protestas de 2021 contra el gobierno de Macky Sall. Buscando capitalizar el descontento, Sonko formalizó una coalición con otros partidos, «Liberar al Pueblo» que además adhirió a un acuerdo preelectoral con el Partido Democrático Senegalés de cara a las elecciones parlamentarias de 2022, obteniendo un ajustado triunfo sobre la coalición oficialista y marcando la primera vez en la historia de Senegal que el partido del presidente perdió la mayoría parlamentaria, además de tomar el control de varias ciudades importantes en los comicios municipales simultáneos. PASTEF pasó a ser el segundo partido más grande de la Asamblea Nacional.
El 31 de mayo de 2023, Sonko fue condenado a dos años de prisión por "corromper a jóvenes"; sentencia que le impidió presentarse como candidato del PASTEF en las elecciones presidenciales de 2024. El arresto y la sentencia de Sonko desencadenaron protestas en junio en todo Senegal. El 28 de julio de 2023, Sonko fue arrestado nuevamente, acusado de alentar una insurrección, socavar la seguridad del Estado, crear disturbios políticos y asociación criminal. El 31 de julio, el ministro del Interior de Senegal anunció la disolución de PASTEF por reunir a sus partidarios durante las violentas protestas de junio de 2023 y marzo de 2021. El partido anunció que apelaría la decisión tanto ante el Tribunal de Casación como ante el Tribunal de Justicia de la CEDEAO. Tras los anuncios, se informó de protestas en Dakar y Ziguinchor; Se informó que dos personas murieron durante las protestas en Ziguinchor.
Mientras tanto, ante la inhabilitación de Sonko, el partido anunció la candidatura de Bassirou Diomaye Faye, Secretario General del partido, e inscribió la coalición «Diomaye Presidente» para poder presentarlo. En las elecciones Diomaye obtuvo un sólido triunfo, con un 54,28% de los votos, convirtiéndose en el quinto presidente de Senegal y el presidente más joven de África. Tres días después de la victoria de Diomaye, el presidente Macky Sall derogó por medio de un nuevo decreto la prohibición de PASTEF, retornándole su personería legal.

## Resultados electorales

### Elecciones presidenciales
|  | 15.67 % |

|  | 54.34 % |

### Elecciones parlamentarias
|  | 1.13 % |

|  | 32.85 % |